# Sergio Bonfigli
Sergio Dino Bonfigli (30 de noviembre de 1973, Córdoba, Provincia de Córdoba, Argentina) fue un futbolista argentino. Jugaba de centrocampista y su último club fue el Pergolese de Italia.

## Trayectoria
Empezó su carrera en Instituto de Córdoba (donde estuvo 5 años), y después empezó a pasear su fútbol por el mundo: Deportivo Español requirió de sus servicios, de ahí se fue a ver si el fútbol Boliviano era para el, el Blooming le dio la oportunidad de jugar una Copa Libertadores. Volvió a Club Atlético Tigre para lucharla en el ascenso, General Paz Juniors después, un año más tarde Gimnasia y Tiro de Salta lo tuvo entre sus filas, y después de la experiencia Salteña le salió un viaje a Italia, más precisamente al Montegiorgese. Jugo 25 partidos con 4 goles y la gente del Vis Macerata lo quiso para su equipo, tampoco defraudó y en 24 partidos marcó 10 goles. En el 2005 pasó a Pergolese de Italia en el que jugo hasta su retiro.